# Lurvtaklök
Aichryson villosum är en fetbladsväxtart som först beskrevs av William Aiton, och fick sitt nu gällande namn av Philip Barker Webb och Berth.. Aichryson villosum ingår i släktet Aichryson och familjen fetbladsväxter. Inga underarter finns listade i Catalogue of Life.